# Muhammad Yusuf Sheikh
Muhammad Yusuf Sheikh (1939) es un botánico estadounidense. Desarrolla actividades académicas en la Universidad de California, Berkeley, experto en el género Eryngium.

## Algunas publicaciones
- 1978. A Systematic Study of West North American Genus Eryngium (Umbelliferae - Apioideae). Editor Univ. of California, Berkeley, 304 pp.

## Eponimia
Especies
- (Rosaceae) Spiraea sheikhii H.Zare[2]